# اسکانو دی مونتیفرو
اسکانو دی مونتیفرو (به ایتالیایی: Scano di Montiferro) یک کومونه در ایتالیا است که در استان اریستانو واقع شده‌است.

## خصوصیات
اسکانو دی مونتیفرو ۶۰٫۵ کیلومترمربع مساحت و ۱٬۵۹۲ نفر جمعیت دارد و ۳۸۵ متر بالاتر از سطح دریا واقع شده‌است.